# 文斯·吉尔
文森特·格兰特·吉尔（英語：Vincent Grant Gill，1957年4月12日—）是美国乡村音乐歌手、词曲作者。吉尔在1970年代担任乡村摇滚乐队Pure Prairie League的主唱，但在1983年离开乐队单独发展。吉尔是位不同凡响的歌手和音乐家，在乐队中和单飞后都负有盛名，因此许多歌手邀请他演出二重唱或者担任客座主唱。
吉尔录制了近20张录音室专辑，专辑全世界售出了2600多万份。他在美国《公告牌》热门乡村歌曲榜上有40多首歌上榜。吉尔获得18次乡村音乐协会奖，包括两次年度艺人奖和五次年度男歌手奖；文斯还获得22座格莱美奖，是获该奖最多的男性乡村音乐家。2007年，他入选了乡村音乐名人堂。2017年，他和迪肯·弗雷被老鹰乐队聘用，代替已故的格伦·弗雷的位置。

## 音乐作品
录音室专辑
- 《The Things That Matter（英语：The Things That Matter）》（1985年）
- 《The Way Back Home（英语：The Way Back Home）》（1987年）
- 《When I Call Your Name（英语：When I Call Your Name (album)）》（1989年）
- 《Pocket Full of Gold（英语：Pocket Full of Gold）》（1991年）
- 《I Still Believe in You（英语：I Still Believe in You (album)）》（1992年）
- 《Let There Be Peace on Earth（英语：Let There Be Peace on Earth (album)）》（1993年）
- 《When Love Finds You（英语：When Love Finds You）》（1994年）
- 《Souvenirs（英语：Souvenirs (Vince Gill album)）》（1995年）
- 《High Lonesome Sound（英语：High Lonesome Sound）》（1996年）
- 《The Key（英语：The Key (Vince Gill album)）》（1998年）
- 《Breath of Heaven: A Christmas Collection（英语：Breath of Heaven: A Christmas Collection）》（1998年）
- 《Let's Make Sure We Kiss Goodbye（英语：Let's Make Sure We Kiss Goodbye）》（2000年）
- 《'Tis the Season》（2000年）
- 《Next Big Thing（英语：Next Big Thing）》（2003年）
- 《These Days（英语：These Days (Vince Gill album)）》（2006年）
- 《Guitar Slinger（英语：Guitar Slinger (Vince Gill album)）》（2011年）
- 《Bakersfield（英语：Bakersfield (album)）》（2013年）
- 《Down to My Last Bad Habit（英语：Down to My Last Bad Habit）》（2016年）
- 《Okie（英语：Okie (Vince Gill album)）》（2019年）